# Vosleeuwerik
De vosleeuwerik (Calendulauda africanoides alopex) is een zangvogel uit de familie Alaudidae (leeuweriken). Eerder werd deze vogel beschouwd als een aparte soort (C. alopex) maar bij een taxonomische herziening in 2024 is deze vogel een ondersoort geworden van de Savanneleeuwerik.

## Verspreiding en leefgebied
Deze soort telde twee ondersoorten:
- C. a. intercedens: van oostelijk en zuidelijk Ethiopië en westelijk Somalië tot oostelijk Oeganda, Kenia en noordelijk Tanzania.
- C. a. alopex: uiterst oostelijk Ethiopië en noordelijk Somalië.